# Omar McLeod
Pour les articles homonymes, voir McLeod.
Omar McLeod (né le 25 avril 1994 à Kingston) est un athlète jamaïcain, spécialiste du 110 mètres haies, champion olympique en 2016 à Rio et champion du monde en 2017 à Londres.

## Biographie

### Débuts
Il participe aux épreuves du 110 m haies et du 400 m haies lors des championnats du monde cadets de 2011, à Villeneuve-d'Ascq, se classant respectivement 4e et 8e. Aux Jeux de la CARIFTA, il remporte trois années consécutivement (2011, 2012 et 2013) le 400 m haies, et compte par ailleurs cinq victoires sur 110 m haies. En 2012, il remporte le titre du relais 4 x 400 m des championnats d'Amérique centrale et des Caraïbes juniors. Lors des championnats de Jamaïque juniors de 2013, il établit de nouveaux records nationaux juniors sur 110 m haies (13 s 24) et 400 m haies (49 s 98), descendant pour la première fois de sa carrière sous les 50 secondes. Étudiant à l'Université de l'Arkansas il remporte pour les Razorbacks de l'Arkansas le titre NCAA 2014 du 60 m haies.

### Champion olympique (2016)
En début de saison 2015, à Fayetteville, Omar McLeod remporte un nouveau titre NCAA en salle et établit à cette occasion un nouveau record de Jamaïque du 60 m haies, en 7 s 45. En avril 2015, à Des Moines, il porte son record personnel sur 110 m haies à 13 s 21. En juin 2015, il s'adjuge les titres NCAA sur 110 m haies et du 4 x 100 m, et remporte quelques jours plus tard à Kingston le titre du 110 m haies des Championnats de Jamaïque en 12 s 97 (+ 1,0 m/s), descendant pour la première fois de sa carrière sous les 13 secondes.
Le 20 mars 2016, McLeod est sacré champion du monde en salle lors des championnats du monde en salle de Portland en 7 s 41, WL et NR. Il devance les Français Pascal Martinot-Lagarde (7 s 46) et Dimitri Bascou (7 s 48). Le 23 avril 2016, McLeod devient le premier homme à être descendu sous les 13 secondes au 110 m haies (12 s 97 en 2015) et 10 secondes au 100 m (9 s 99) en réalisant cette marque de 9 s 99 à Fayetteville (+2,0 m/s).
Le 16 août 2016, Omar McLeod devient champion olympique à Rio de Janeiro en s'imposant en finale dans le temps de 13 s 05, devant l'Espagnol Orlando Ortega (13 s 17) et le Français Dimitri Bascou (13 s 24). Il s'agit du premier titre olympique pour la Jamaïque dans cette épreuve.

### Champion du monde (2017)

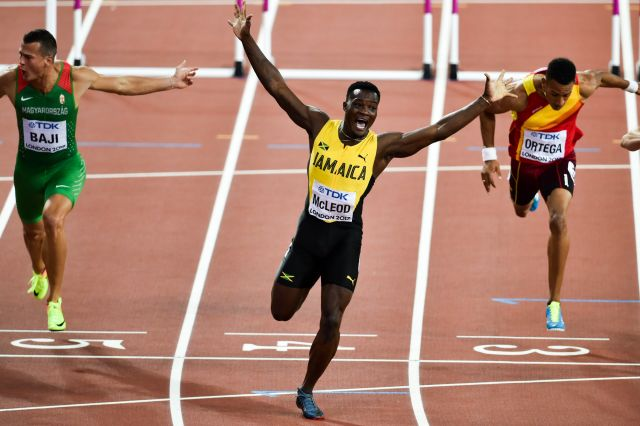
McLeod lors de sa victoire aux championnats du monde 2017.

Omar McLeod ouvre sa saison hivernale le 11 février à New York et réalise directement le 2d meilleur chrono de l'année en 7 s 46, non loin des 7 s 44 du Britannique Andrew Pozzi.
Le 17 février, il bat le record de Jamaïque en salle du 200 m en 20 s 48, améliorant l'ancienne marque de 20 s 52. Le 24 juin, au cours des championnats de Jamaïque à Kingston, il s'impose dans le temps de 12 s 90, nouveau record national et devenant le cinquième performeur de tous les temps. Il confirme le 4 juillet, à Székesfehérvár où il établit un record du meeting en 12 s 96.
Le 7 août 2017, il remporte le 110 m haies des championnats du monde, à Londres, dans le temps de 13 s 04, devançant sur le podium Sergueï Choubenkov et Balázs Baji.

## Vie privée
Après sa victoire aux Jeux olympiques de Rio, Omar McLeod a reçu une insulte homophobe par un anonyme sur Twitter, qui utilisait le compte de sa société Losca Jamaica, qui est une firme de distribution importante en Jamaïque. 

## Palmarès
| Date | Compétition                    | Lieu           | Résultat | Épreuve     | Temps   |
| ---- | ------------------------------ | -------------- | -------- | ----------- | ------- |
| 2011 | Championnats du monde jeunesse | Lille          | 4e       | 110 m haies | 13 s 61 |
| 2011 | Championnats du monde jeunesse | Lille          | 8e       | 400 m haies | 52 s 82 |
| 2015 | Championnats du monde          | Pékin          | 6e       | 110 m haies | 13 s 18 |
| 2016 | Championnats du monde en salle | Portland       | 1er      | 60 m haies  | 7 s 41  |
| 2016 | Jeux olympiques                | Rio de Janeiro | 1er      | 110 m haies | 13 s 05 |
| 2017 | Championnats du monde          | Londres        | 1er      | 110 m haies | 13 s 04 |
| 2019 | Championnats du monde          | Doha           | 9e       | 110 m haies | DQ      |

## Records
| Épreuve     | Performance  | Lieu     | Date         |
| ----------- | ------------ | -------- | ------------ |
| 60 m haies  | 7 s 41 (NR)  | Portland | 20 mars 2016 |
| 110 m haies | 12 s 90 (NR) | Kingston | 24 juin 2017 |
| 400 m haies | 49 s 98      | Kingston | 15 mars 2013 |

### Meilleures performances par année
| Année | Temps   | Date               | Lieu         | Rang Mondial |
| ----- | ------- | ------------------ | ------------ | ------------ |
| 2014  | 13 s 44 | 31 mai 2014        | Fayetteville | 40           |
| 2015  | 12 s 97 | 27 juin 2015       | Kingston     | 2            |
| 2016  | 12 s 98 | 14 mai 2016        | Shanghai     | 1            |
| 2017  | 12 s 90 | 24 juin 2017       | Kingston     | 1            |
| 2018  | 13 s 16 | 12 mai 2018        | Shanghai     | 5            |
| 2019  | 13 s 07 | 1er septembre 2019 | Berlin       | 4            |
| 2020  | -       | -                  | -            | -            |
| 2021  | 13 s 01 | 10 juin 2021       | Florence     | 3            |